# Vysoké Mýto
Vysoké Mýto là một thị trấn thuộc huyện Ústí nad Orlicí, vùng Pardubický, Cộng hòa Séc.